# Befour (Zayn)
Befour è un brano musicale del cantante britannico Zayn, quarta traccia del primo album in studio Mind of Mine, pubblicato il 25 marzo 2016 dalla RCA Records.

## Descrizione
Scritta dallo stesso Zayn Malik insieme a Malay, Harold Lilly, Terrence "Scar" Smith e prodotto da Malay, Befour è un brano dalle sonorità synth pop con uno scoppiettante arpeggio di chitarra nei suoi strumenti.

## Video musicale
Il video musicale è stato pubblicato il 25 marzo 2016.